# Ґаць (гміна Слупськ)
Ґаць (пол. Gać) — село в Польщі, у гміні Слупськ Слупського повіту Поморського воєводства.
Населення — 182 особи (2011).

## Демографія
Демографічна структура станом на 31 березня 2011 року:
|          | Загалом | Допрацездатний вік | Працездатний вік | Постпрацездатний вік |
| -------- | ------- | ------------------ | ---------------- | -------------------- |
| Чоловіки | 86      | 23                 | 62               | 1                    |
| Жінки    | 96      | 26                 | 59               | 11                   |
| Разом    | 182     | 49                 | 121              | 12                   |